# Marquesa de Sévigné
Marie de Rabutin-Chantal, Marquesa de Sévigné (francès: Marie de Rabutin-Chantal, marquise de Sévigné)  (París, 5 de febrer de 1626 - Grinhan, 17 d'abril de 1696) fou una escriptora francesa, fonamentalment epistolar, que elevà les cartes al nivell d'alta literatura. Fou figura destacada a la cort de Lluís XIV i, interessada per les lletres, freqüentà els salons de l'època, on les dones dinamitzaven la vida cultural.

## Biografia
Marie de Rabutin-Chantal va néixer el 5 de febrer de 1626, filla d'un cavaller borgonyès, Celse-Bénigne de Rabutin (1596-1627), baró de Chantal, i de Marie de Coulanges (1603-1633), la seva esposa, sota la direcció de la qual, Marie de Rabutin-Chantal va rebre una educació sòlida, i es va formar en italià, castellà i llatí, a més de cant, ball, equitació i literatura. El poeta Jean Chapelain i el lingüista Gilles Ménage en van ser tutors.
Marie va quedar òrfena de pare el 1627, després que ell morís durant el setge de la Rochelle (1627-1628). Sis anys més tard moria la seva mare. L'àvia paterna, Jeanne-Françoise Frémiot de Chantal, cofundadora juntament amb Francesc de Sales de l'Orde de la Visitació, la va confiar a la família materna, que li va facilitar una bona educació.
Als divuit anys, el 4 d'agost de 1644, Marie va contreure matrimoni amb Henri de Sévigné (1623-1651), amb el qual va tenir dos fills: Françoise-Marguerite (nascuda el 10 d'octubre de 1646), futura comtessa de Grignan pel seu matrimoni amb François Adhémar de Monteil de Grignan, i Charles (nascut el 12 de març de 1648), baró de Sévigné, que es va fer dir marquès de Sévigné.
El 4 de febrer de 1651, el seu marit es va batre en duel amb el cavaller François Amanieu, senyor d'Ambleville i cavaller d'Albret, a causa de la seva amant, Mme de Gondran. Henri de Sévigné va morir l'endemà. A partir d'aquell moment, Madame de Sévigné va ser lliure de fer la vida que ella volia.
Va freqüentar els salons, volent experimentar «tots els plaers», com escriuria al seu cosí Bussy-Rabutin. Va establir una estreta amistat amb Nicolas Fouquet, ministre de Finances, a qui donaria obertament suport durant el seu judici i empresonament. I fou amiga íntima de Madame de La Fayette, Madame de Maintenon, Mademoiselle de Montpensier i de François de La Rochefoucauld.
El 1657, Madeleine de Scudéry va escriure la seva obra Clélie en la qual, amb el nom de Clarinte, apareixia representada la marquesa de Sévigné. Aquesta passava temporades a la seva residència de París, alternant aquestes estades amb les de la casa bretona de Vitré, al castell de Rochers-Sévigné, que havia heretat del seu marit.
El 27 de gener de 1669, la seva filla es va casar amb François Adhémar de Monteil, comte de Grignan, descendent d'una important família de la Provença. Al novembre, François va ser nomenat lloctinent general a Provença, càrrec que els obligava a residir en aquesta província. El 6 de febrer de 1671, Madame de Sévigné va enviar una primera carta a la seva filla. Aquest va ser el començament d'una llarga correspondència que mantindria fins a la mort, ocorreguda el 1696. Madame de Sévigné va ser enterrada al panteó familiar de Grignan.
El 1793, uns revolucionaris que buscaven plom per a les seves armes van obrir el taüt. El seu crani va ser obert perquè l'analitzés un especialista de l'època. Un dubte va quedar pendent sobre la veracitat d'aquesta història, i la presència de les seves restes al taüt; va ser dissipat quan es van fer els treballs de restauració de la col·legiata de Grignan el maig del 2005: l'obertura del taüt va permetre trobar el crani sense cap desperfecte.

## Obra

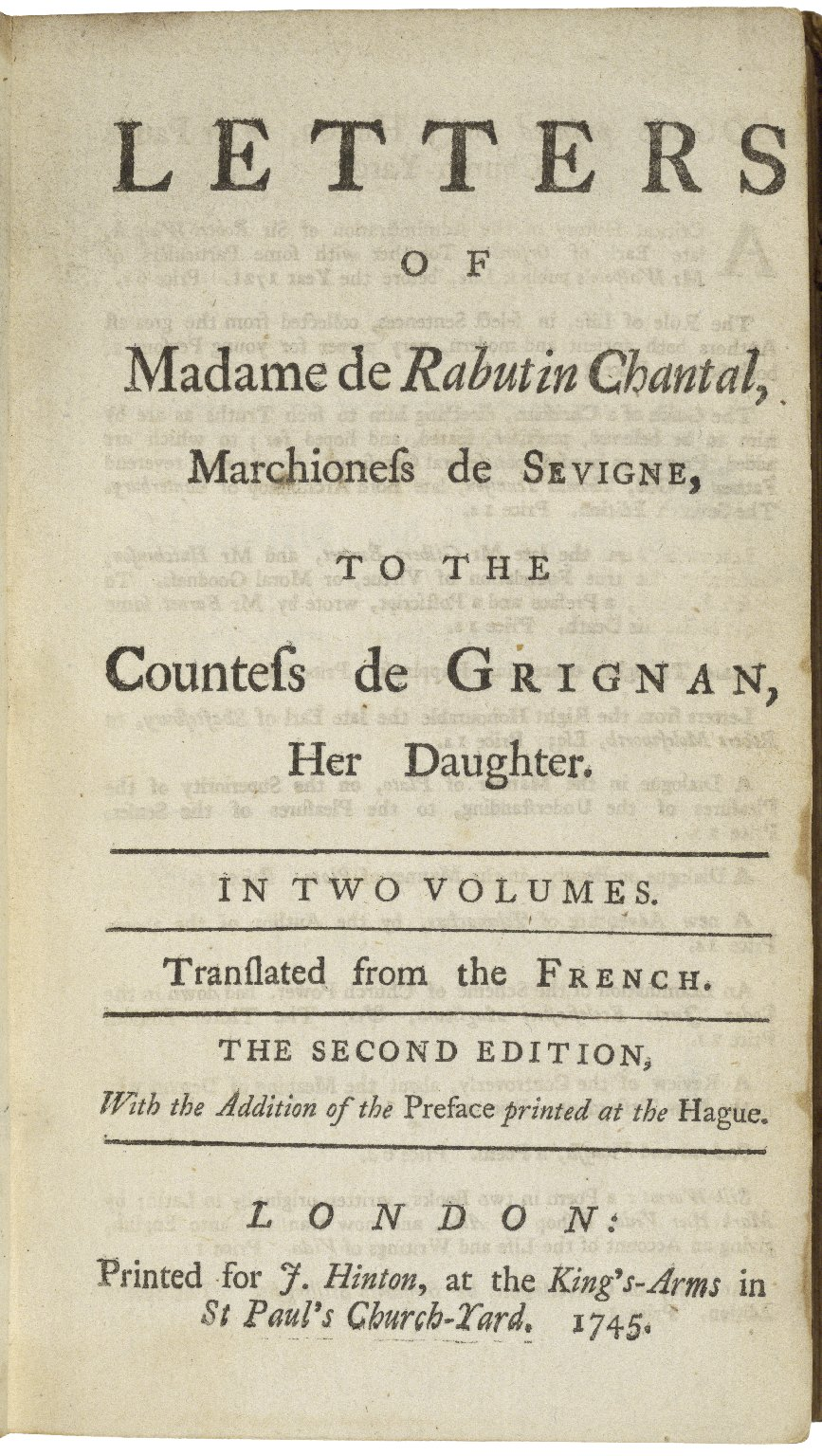
Carta de Rabutin Chantal

Les Cartes de Madame de Sévigné mostren la seva intel·ligència i ironia i en un estil sempre frec i espontani descriu, a més del fervor amorós per la filla a qui s'adreça, els costums i modes de l'època, les murmuracions i la xafarderia de la cort, els dilemes entre el vell i el nou, així com les reflexions filosòfiques o una aguda erudició. Les Cartes van ser editades, clandestinament, el 1725. L'edició contenia 28 cartes, completes o extractades. El 1726 se'n van editar dues recopilacions més; Pauline de Simiane, neta de Madame de Sévigné, va decidir llavors publicar oficialment les cartes de la seva àvia. Va confiar aquesta comesa a un editor d'Ais de Provença, Denis Marius Perrin. Van ser publicades 614 cartes entre 1734 i 1737, i després se'n van publicar 722 el 1754. Les cartes van ser seleccionades seguint les instruccions donades per Mme de Simiane: es van eliminar les que afectaven molt de prop la família, o aquelles el nivell literari de les quals no semblava prou adequat. Les cartes restants van ser objecte de diferents correccions seguint el gust de l'època.
La qüestió de la seva autenticitat queda, per tant, en dubte. De les 1120 cartes conegudes, només un 15% són autògrafes i van ser destruïdes després de la seva publicació. No obstant això, el 1873 se'n va trobar un lot de còpies manuscrites a la botiga d'un antiquari. Són, aproximadament, la meitat de les cartes adreçades a la seva filla.